# Natnael Tesfatsion
Natnael Tesfatsion Ocbit, né le 23 mai 1999, est un coureur cycliste érythréen.

## Biographie
En fin d'année 2018, Natnael Tesfatsion se révèle à 19 ans sur les courses chinoises en obtenant divers tops 10 sur des étapes du Tour du lac Taihu et du Tour de Fuzhou.
Repéré par ses bonnes prestations, il est recruté en 2019 par Dimension Data-Qhubeka, réserve de la formation World tour du même nom. Avec sa sélection nationale, il gagne le contre-la-montre par équipes du Tour de l'Espoir, une manche de la Coupe des Nations espoirs.  Il est également  champion d'Érythrée sur route espoirs.
En janvier 2020, au sein de la sélection érythréenne, dans un groupe réduit, il remporte une étape de la Tropicale Amissa Bongo, sa première victoire chez les professionnels. Il porte le maillot de leader jusqu'à la dernière étape, où il le perd au jeu des bonifications pour une seconde aux dépens de Jordan Levasseur. Il se classe donc finalement deuxième du classement général de la course. Un mois plus tard, il gagne la quatrième du Tour du Rwanda et s'empare du maillot de leader, qu'il conserve jusqu'au bout. La saison est ensuite arrêtée en raison de la pandémie de Covid-19. En août, il gagne la 2e étape du Tour Bitwa Warszawska 1920, mais celle-ci n'est pas reconnue officiellement car la course avait été neutralisée en raison de l'état des routes. 
Pour la saison 2021, Tesfatsion rejoint l'UCI ProTeam (deuxième division mondiale) Androni Giocattoli-Sidermec. La même année, il participe pour la première fois à un grand tour avec le Tour d'Italie qu'il termine à la 92e place au général. En septembre, il prend la quatrième place du Tour du Doubs. Au début de la saison 2022, il gagne une nouvelle fois le classement général du Tour du Rwanda. En mars, il s'illustre sur les courses italiennes et se classe neuvième de la Semaine internationale Coppi et Bartali, puis quatrième du Grand Prix de l'industrie. Lors de l'Adriatica Ionica Race, il remporte la deuxième étape, le classement de la montagne et se classe deuxième du général. Lors de cette saison, il est également deuxième  du Tour des Apennins et du championnat d'Érythrée sur route. En octobre, il participe au Tour de Lombardie, où il est membre de l'échappée du jour.
Sa bonne saison lui permet de s'engager avec l'équipe World Tour Trek-Segafredo pour 2023 et 2024. Après un bon ddébut de saison, il ne prend pas le départ de la onzième étape du Tour d'Italie 2023 en raison d'une maladie. En juin, il se classe troisième au sprint d'une étape du Critérium du Dauphiné derrière Julian Alaphilippe et Richard Carapaz.
En janvier 2024, il décroche son premier podium sur une classique du World Tour en terminant deuxième de la Cadel Evans Great Ocean Road Race, devancé au sprint par Laurence Pithie. Lors de la 4e étape du Tour du Pays basque 2024, à la sortie d'un virage en descente de col, il glisse et chute à vive allure, provoquant une embardée collective faisant de nombreux blessés dont lui-même et les principaux favoris de l'épreuve comme Jonas Vingegaard et Remco Evenepoel, victimes de fractures ainsi que le maillot jaune Primož Roglič. En juin, il devient pour la première fois champion d'Érythrée sur route. Après deux ans chez Lidl-Trek, il décroche un contrat avec Movistar pour la saison 2025.

## Palmarès
- 2019
  -  Champion d'Érythrée sur route espoirs
  - 1re étape du Tour de l'Espoir (contre-la-montre par équipes)
  - 2e du championnat d'Érythrée sur route
- 2020
  - 2e étape de la Tropicale Amissa Bongo
  - Tour du Rwanda : 
    - Classement général
    - 4e étape

  - 2e étape du Tour Bitwa Warszawska 1920[7]
  - 2e de la Tropicale Amissa Bongo
- 2022
  - Classement général du Tour du Rwanda
  - 2e étape de l'Adriatica Ionica Race
  - 2e du Tour des Apennins
  - 2e de l'Adriatica Ionica Race
  - 2e du championnat d'Érythrée sur route
- 2024
  -  Champion d'Érythrée sur route
  - 2e de la Down Under Classic
  - 2e de la Cadel Evans Great Ocean Road Race
- 2025
  - 3e du championnat d'Érythrée sur route

## Résultats sur les grands tours

### Tour d'Italie
3 participations
- 2021 : 92e
- 2022 : abandon (16e étape)
- 2023 : non-partant (11e étape)

## Classements mondiaux
| Année                                 | 2018  | 2019 | 2020 | 2021 | 2022 | 2023 | 2024 |
| ------------------------------------- | ----- | ---- | ---- | ---- | ---- | ---- | ---- |
| Classement mondial                    | 2836e | 589e | 150e | 460e | 111e | 283e | 195e |
| UCI Asia Tour                         | 719e  |      |      |      |      |      |      |
| UCI Africa Tour                       | nc    | 25e  | 3e   | 14e  | 3e   | 8e   | 5e   |
|                                       |       |      |      |      |      |      |      |
| Légende : nc = non classéSource : UCI |       |      |      |      |      |      |      |